# Michel Lafon (auteur)
Ne doit pas être confondu avec Éditions Michel Lafon.
Pour les articles homonymes, voir Lafon.
Michel Lafon, né le 18 mars 1954 à Montpellier et mort le 22 octobre 2014 à La Tronche, est un écrivain et universitaire français. Hispaniste, directeur de l'Institut des langues et cultures d'Europe et d'Amérique (ILCEA) au sein de l'université Stendhal de Grenoble et membre de l'Académie argentine (Academia Argentina de Letras), il est l'auteur de nombreuses traductions.

## Biographie
En 1989, Michel Lafon passe une thèse de doctorat en Études latino-américaines intitulée Recherches sur l'oeuvre de Jorge Luis Borges : écriture et réécriture à la Sorbonne sous la direction de Maurice Molho.
En 1991, il devient enseignant en littérature argentine à l'université Stendhal (Grenoble III) puis il est nommé directeur de l'Institut des langues et cultures d'Europe et d'Amérique (ILCEA) au sein de cet établissement. Il devient également membre de l'Académie argentine (Academia Argentina de Letras) en 2010.

## Œuvre
(liste non exhaustive)

### Roman
- Une vie de Pierre Ménard[3], Gallimard, Paris, 2008 (Una vida de Pierre Menard, Barcelone 2011)

### Essais
- Borges ou la Réécriture, Éditions du Seuil, 1990

- (avec Benoît Peeters) : Nous est un autre. Enquête sur les duos d’écrivains[4],[5], Flammarion, 2006.

### Bande dessinée

#### Scénario
- La conjuration de Baal[6], d'après les personnages de Jacques Martin, en collaboration avec le dessinateur Christophe Simon (décors et couleurs de Manuela Jumet, Alexandre de la Serna et Bruno Wesel), Casterman, 2011.

#### Préface
- L'Invention de Morel de Jean-Pierre Mourey[7],[8] d'après le roman homonyme d'Adolfo Bioy Casares, Casterman, 2006.

### Traductions
- Miguel de Cervantes, La Petite Gitane, Aubey, Paris 1994
- Adolfo Bioy Casares : Romans[9] (ouvrage collectif sous la direction de Michel Lafon), traductions de Françoise-Marie Rosset, Armand Pierhal, Georgette Camille, André Gabastou, Eduardo Jiménez, Maria Inés Pavesi et Michel Lafon, collection Bouquins, Robert Laffont, Paris 2001
- (avec Michèle Soriano): Jorge Luis Borges, Les Essais , CERS, Montpellier 2001
- Jorge Luis Borges : Deux fictions : Tlon, Uqbar, Orbis Tertius et El Sur[10], PUF, Paris 2010
- Adolfo Bioy Casares : Quelques jours au Brésil[11], Christian Bourgois éditeur, Paris, 2012
- Autres traductions : il a traduit les romans suivants de César Aira : Les larmes (2000, 2007), La guerre des gymnases (2000, 2008), Un épisode dans la vie du peintre voyageur (2001), Le Manège (2003), Varamo (2005), Les nuits de Flores (2005), La princesse Printemps (2005, 2010), Le prospectus (2006), Le magicien (2006), J'étais une petite fille de sept ans (2008), La preuve (2008).

## Récompenses et distinctions
- 2009 : Prix Valery-Larbaud pour Une vie de Pierre Ménard[12], (Gallimard)